# 紀元前182年
紀元前182年（きげんぜん182ねん）は、ローマ暦の年である。

## 他の紀年法
- 干支 : 己未
- 日本
  - 孝元天皇33年
  - 皇紀479年
- 中国
  - 前漢 : 高后6年
- 朝鮮
  - 檀紀2152年
- 仏滅紀元 : 363年
- ユダヤ暦 : 3579年 - 3580年

## できごと

### 小アジア
- ビチュニアの王プルシアス1世が死去し、プルシアス2世が後を継いだ。

## 誕生
- プトレマイオス8世:エジプトの王（紀元前116年没）

## 死去
- プルシアス1世:ビチュニアの王（紀元前228年生）